# Пошук і заміна
Пошук та заміна — функція, яка доступна у багатьох редакторах та програмах обробки тексту. Вона здійснює пошук одного або декількох зразків тексту (зазвичай це символьний рядок) і замінює його відповідно до вимог користувача.

## Огляд

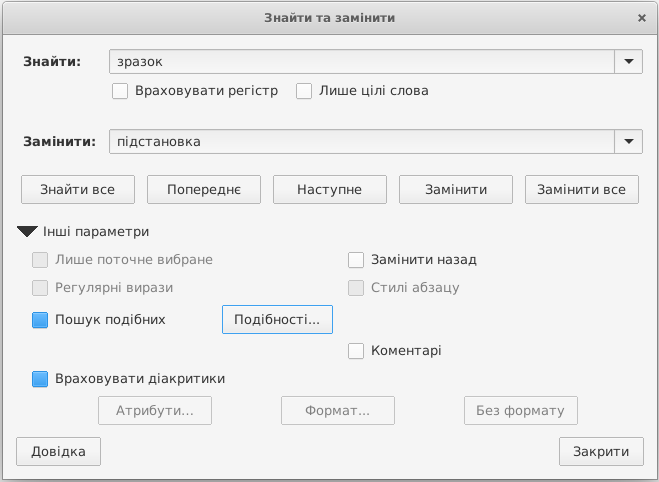
Вікно функції «Пошук та заміна» в LibreOffice Writer

Функції пошуку та заміни здебільшого застосовуються до символьних рядків у текстових файлах і заощаджують трудомісткий пошук певного слова чи рядка у тексті документа вручну, а також відповідно, перезапис його вмісту (заміну).
У програмах обробки текстів, таких як LibreOffice Writer або Microsoft Word, також можна шукати або замінювати форматування тексту.

Принцип автоматизованого пошуку та заміни у певних випадках переноситься також на інше програмне забезпечення, наприклад, деякі графічні редактори пропонують можливість заміни кольорів у зображеннях.

## Параметри
Оскільки не існує єдиних стандартів на програмне забезпечення, дизайн їх засобів і принципи використання можуть значно відрізнятися від програми до програми. Однак є певні параметри, які в більшості випадків доступні при використанні функції пошуку та заміна символьних рядків.

### Одиничний або повний пошук/заміна
Надається можливість здійснити пошук до наступного за поточною позицією входження шуканого слова і, за необхідності, здійснення відповідної заміни, або позначаються всі місця знаходження шуканого слова та замінюються на введене. Під час пошуку або заміни одного слова можна перейти до наступного знайденого за допомогою перемикача або клавіші після здійсненого пошуку або заміни.

### Напрямок пошуку
Функція пошуку зазвичай починається в місці розташування документа, де знаходиться курсор. За допомогою цього параметра можна визначити, чи хоче користувач шукати до початку чи до кінця документа, і якщо пошук закінчився там — чи хоче він знову шукати звідти в бік попереднього розташування.

### Чутливість до регістру
Вказує, чи є регістр частиною схеми пошуку (залежить від регістру) чи його слід ігнорувати під час пошуку (нечутливий до регістру). Наприклад, пошук abc нечутливих до регістру також знаходить ABC і Abc.

### Регулярні вирази
Регулярні вирази дозволяють задавати дуже гнучкі шаблони рядкових символів як пошукових виразів, так що їх можна використовувати, наприклад, для пошуку слів, початок і кінець яких визначені заздалегідь. В деяких випадках регулярні вирази, наприклад, можна використовувати для обміну слів (Іван Багряний → Багряний, Іван).
1. Регулярним виразом для одного символа є крапка (.).
2. Для позначення входження будь-якої кількості символів (або їх відсутності) використовується зірочка (asterisk) (*). Наприклад, при пошуку регулярного «123*» будуть знайдені рядки 12, 123 і 1233.
3. Поєднанням регулярних виразів для відсутності або будь-якого числа входжень довільного знаку є крапка і зірочка (asterisk) (.*)
4. Регулярним виразом для кінця абзацу є знак долара ($). Поєднанням регулярних виразів для початку абзацу є знак «циркумфлекс» ( або caret) і крапка (^.).
5. Регулярним виразом для знаку табуляції є символ \t.

Пошук з використанням регулярного виразу працює лише в межах абзацу. Для пошуку за допомогою регулярного виразу в кількох абзацах виконується пошук в кожному абзаці окремо.
Синтаксис регулярних виразів залежить від програми обробки тексту, деякі текстові редактори не мають змоги працювати з регулярними виразами.

## Використання
- За допомогою пошуку та заміни можна здійснити прості заходи рефакторингу, такі як перейменування змінних при створенні та модифікації програм.
- В електронних таблицях можна задати або пошук частин формули, або результатів обчислення.